# Clémence Poésy
Clémence Poésy, pseudonimo di Clémence Guichard (L'Haÿ-les-Roses, 30 ottobre 1982), è un'attrice e modella francese, nota soprattutto per aver interpretato il ruolo della campionessa Tremaghi Fleur Delacour nella serie di film Harry Potter e per quello di Chloe nel film In Bruges - La coscienza dell'assassino, accanto a Colin Farrell.

## Biografia
È nata nei sobborghi di Parigi dalla madre insegnante, da cui ha preso il nome d'arte Poésy; suo padre invece è un attore teatrale, regista e drammaturgo, e ha dato alla figlia il primo lavoro come attrice quando aveva quattordici anni. Ha anche una sorella più giovane, Maëlle, attrice teatrale. Da quando ha lasciato la scuola all'età di sedici anni, ha studiato recitazione all'Università di Paris-Nanterre; ha recitato sia in teatro che per il cinema e la televisione. Il suo esordio sul grande schermo è nel film Olgas Sommer della regista tedesca Nina Grosse, nel 2002. La sua prima rappresentazione in lingua inglese è stata in una miniserie della BBC, Gunpowder, Treason & Plot, dove ha recitato nella parte di Maria Stuart, regina di Scozia. L'esordio nel cinema francese avviene invece nel 2003, in Vendette di famiglia di Francis Palluau. 
La fama mondiale è arrivata con il ruolo di Fleur Delacour in Harry Potter e il calice di fuoco, che la Poésy riprende anche nelle due parti che compongono Harry Potter e i Doni della Morte. Nel frattempo appare in vari film francesi, tra cui un adattamento cinematografico di Le grand Meaulnes (2006) e il film fantascientifico Tender Interface. Nel 2007 ha girato il film La troisième partie du monde, con Gaspard Ulliel (noto per il ruolo del giovane Hannibal Lecter) e l'italiana Maya Sansa. È stata anche nel cast di In Bruges - La coscienza dell'assassino e 127 ore ed ha avuto un ruolo da guest star in Gossip Girl.
Nel 2012 interpreta Isabelle in Birdsong, miniserie BBC tratta dal romanzo Il canto del cielo  di Sebastian Faulks, affiancata da Eddie Redmayne. Sempre per la BBC è in Richard II nei panni della moglie del personaggio eponimo interpretato da Ben Whishaw. La Poésy fa il suo debutto a Broadway nell'ottobre 2012 nel ruolo di Rossana in Cyrano de Bergerac, accanto a Douglas Hodge. Nel 2013 interpreta Pauline Laubie in Mister Morgan (Mr. Morgan's Last Love), con Michael Caine, e la serie televisiva The Tunnel, produzione anglo-francese delle reti televisive Sky Atlantic e Canal+.
Nel 2022 interpreta Stella Ransome nella miniserie in costume Il serpente dell'Essex, tratta dall'omonimo romanzo di Sarah Perry. Dal 2023 al 2024 è nel cast principale della serie The Walking Dead: Daryl Dixon. Nel 2025 veste i panni di Matilda nella serie storica King and Conqueror.
Oltre al francese parla fluentemente l'inglese ed anche un po' di spagnolo e italiano. La Poésy si diletta anche di fotografia e pittura. Ha inoltre inciso con il cantante Miles Kane il singolo Happenstance e, con Rupert Friend, la canzone Suddenly You Walked In per la colonna sonora del film Lullaby for Pi.

## Filmografia parziale

### Cinema
- Olgas Sommer, regia di Nina Grosse (2002)
- Vendette di famiglia (Bienvenue chez les Rozes), regia di Francis Palluau (2003)
- Harry Potter e il calice di fuoco (Harry Potter and the Goblet of Fire), regia di Mike Newell (2005)
- Le grand Meaulnes, regia di Jean-Daniel Verhaeghe (2006)
- Sans moi, regia di Olivier Panchot (2007)
- Le dernier gang, regia di Ariel Zeitoun (2007)
- In Bruges - La coscienza dell'assassino (In Bruges), regia di Martin McDonagh (2008)
- La troisième partie du monde, regia di Eric Forestier (2008)
- Heartless, regia di Philip Ridley (2009)
- Le mystère, regia di Jean-Teddy Filippe (2010)
- Pièce montée, regia di Denys Granier-Deferre (2010)
- 127 ore (127 Hours), regia di Danny Boyle (2010)
- Lullaby for Pi, regia di Benoît Philippon (2010)
- Harry Potter e i Doni della Morte - Parte 1 (Harry Potter and the Deathly Hallows - Part 1), regia di David Yates (2010)
- Jeanne captive, regia di Philippe Ramos (2011)
- Harry Potter e i Doni della Morte - Parte 2 (Harry Potter and the Deathly Hallows - Part 2), regia di David Yates (2011)
- Mister Morgan (Mr. Morgan's Last Love), regia di Sandra Nettelbeck (2013)
- I nuovi vicini (The Ones Below), regia di David Farr (2015)
- 7 minuti, regia di Michele Placido (2016)
- Famiglia all'improvviso - Istruzioni non incluse (Demain tout commence), regia di Hugo Gélin (2016)
- Final Portrait - L'arte di essere amici (Final Portrait), regia di Stanley Tucci (2017)
- Tito e gli alieni, regia di Paola Randi (2017)
- Le milieu de l'horizon, regia di Delphine Lehericey (2019)
- Tenet, regia di Christopher Nolan (2020)
- Resistance - La voce del silenzio (Resistance), regia di Jonathan Jakubowicz (2020)
- Una bugia per due (Je ne suis pas un héros), regia di Rudy Milstein (2023)
- The Last Rifleman - Ritorno in Normandia (The Last Rifleman), regia di Terry Loane (2023)

### Televisione
- Un homme en colère – serie TV, episodi 2x01-2x02 (1999)
- Les monos – serie TV, episodio 1x04 (2000)
- Tania Boréalis ou L'étoile d'un été, regia di Patrice Martineau – film TV (2001)
- Carnets d'ados - La vie quand même, regia di Olivier Péray – film TV (2003)
- Gunpowder, Treason & Plot, regia di Gillies MacKinnon – film TV (2004)
- Revelations, regia di Lili Fini Zanuck, Lesli Linka Glatter e David Semel – miniserie TV, 3 puntate (2005)
- Les amants du Flore, regia di Ilan Duran Cohen – film TV (2006)
- Guerra e pace, regia di Robert Dornhelm – miniserie TV, 4 puntate (2007)
- Gossip Girl – serie TV, 4 episodi (2010)
- Birdsong, regia di Philip Martin – miniserie TV (2012)
- The Hollow Crown – miniserie TV, 1 puntata (2012)
- The Tunnel – serie TV, 24 episodi (2013-2018)
- Genius – serie TV, 10 episodi (2018)
- Il serpente dell'Essex (The Essex Serpent), regia di Clio Barnard – miniserie TV (2022)
- Sambre, regia di Jean-Xavier de Lestrade – miniserie TV (2023)
- The Walking Dead: Daryl Dixon – serie TV, 11 episodi (2023-2024)

### Cortometraggi
- Petite soeur, regia di Ève Deboise (2001)
- Blanche, regia di Eric Griffon du Bellay (2008)
- Karaoke!, regia di Andrew Renzi (2012)
- Hopper Stories, regia di Mathieu Amalric (2012)
- The Capsule, regia di Anthia Rachel Tsangari (2012)
- Meteorites, video per Yann Tiersen (2014)

## Doppiatrici italiane
Nelle versioni in italiano delle opere in cui ha recitato, Clémence Poésy è stata doppiata da:
- Domitilla D'Amico in Mister Morgan, Final Portrait - L'arte di essere amici, Il serpente dell'Essex
- Ségolène Thomas in Harry Potter e il calice di fuoco, Harry Potter e i Doni della Morte - Parte 1
- Valentina Favazza in Famiglia all'improvviso - Istruzioni non incluse, I nuovi vicini
- Francesca Manicone in Genius, Tenet
- Daniela Calò in Resistance - La voce del silenzio, The Last Rifleman - Ritorno in Normandia
- Federica De Bortoli in In Bruges - La coscienza dell'assassino
- Elena Perino in Heartless
- Ilaria Stagni in Guerra e pace
- Chiara Gioncardi in 127 ore
- Katia Sorrentino in Una bugia per due
- Sabine Cerullo in The Walking Dead: Daryl Dixon

Nei film 7 minuti e Tito e gli alieni recita in italiano.